# Illice fusca
Illice fusca là một loài bướm đêm thuộc phân họ Arctiinae, họ Erebidae.